# 亚库布·瓦德莱赫
亚库布·瓦德莱赫（捷克語：Jakub Vadlejch，捷克語發音：[ˈjakub ˈvadlɛjx]；1990年10月10日—）是一名参加标枪比赛的捷克田径运动员。他代表捷克参加两届奥运会，分别是2012年和2016年。他也代表他的国家参加三次世界田径锦标赛，在2017年获得银牌。他也参加了两次欧洲田径锦标赛。